# Estación de l'Estaque
La estación de l'Estaque, es una estación ferroviaria francesa de la línea París - Marsella, situada en la aglomeración de Marsella, a 10 kilómetros de la estación principal de Marsella-Saint-Charles. Por ella transitan únicamente trenes regionales. 

## Situación ferroviaria
La estación se sitúa en un importante nudo ferroviario ubicado al noroeste de Marsella en el PK 851,699 de la línea férrea París-Marsella. Además, forman parte del nudo las siguientes líneas férreas:
- Línea férrea Miramas - Estaque. Variante del trazado principal pasando por la localidad de Salon.
- Línea férrea Estaque - Marsella-Joliette. Línea férrea de 8,3 kilómetros creada inicialmente para unir Estaque con un antiguo puerto al que llegaban viajeros desde el norte de África y Oriente Medio.

## Historia
La estación fue abierta inicialmente para el transporte de mercancías debido a su situación estratégica. Entre 1848 y 1850, se construyó un edificio para viajeros para no limitar su uso al transporte de mercancías. En 1920, la estación se completó con más estructuras que incluyeron refugios para viajeros en los andenes. Estos refugios, tienen la particularidad de usar el estilo art déco. En 1937, pasó a ser explotada por la SNCF y en 1962 ese tramo de la vía fue electrificado.

## La estación
La estación se compone de tres andenes, uno central y dos laterales al que acceden cuatro vías, aunque existen muchas más vías de servicio. Aunque conserva su edificio para viajeros, se configura como un apeadero dado que no hay personal de la SNCF atendiendo la parada. Sí dispone de máquinas expendedoras de billetes. 

## Servicios ferroviarios

### Regionales
Un gran número de TER PACA transitan por la estación cubriendo los siguientes trazados:
- Línea Miramas vía Rognac - Marsella.
- Línea Miramas vía Port-au-Bouc - Marsella.
- Línea Aviñón - Marsella.